# NGC 5269
NGC 5269 је расејано звездано јато у сазвежђу Кентаур које се налази на NGC листи објеката дубоког неба.
Деклинација објекта је - 62° 54' 54" а ректасцензија 13h 44m 44,1s. Привидна величина (магнитуда) објекта NGC 5269 износи 11,4. NGC 5269 је још познат и под ознакама ESO 97-SC4.